# Snötrådmossa
Snötrådmossa (Pleurocladula albescens) är en bladmossart som först beskrevs av William Jackson Hooker, och fick sitt nu gällande namn av Riclef Grolle. Snötrådmossa ingår i släktet snötrådmossor, och familjen Cephaloziaceae. Arten är reproducerande i Sverige. Inga underarter finns listade i Catalogue of Life.